# Powiat Hrubieszowski
Der Powiat Hrubieszowski ist ein Powiat (Kreis) in der polnischen Woiwodschaft Lublin. Der Powiat hat eine Fläche von 1269,45 Quadratkilometern, auf der 70.092 Einwohner leben. 

## Gemeinden
Der Powiat umfasst acht Gemeinden, davon eine Stadtgemeinde und sieben Landgemeinden.

### Stadtgemeinde
- Hrubieszów

### Landgemeinden
- Dołhobyczów
- Horodło
- Hrubieszów
- Mircze
- Trzeszczany
- Uchanie
- Werbkowice